# Chrysactinium
Chrysactinium es un género de plantas con flores perteneciente a la familia Asteraceae. Comprende 12 especies descritas y de estas, solo 7 aceptadas. Es originario de Sudamérica.

## Taxonomía
El género fue descrito por (Kunth) Wedd. y publicado en Chloris Andina 1(7): 212. 1855[1857].	La especie tipo es: Chrysactinium acaule (Kunth) Wedd.	 

## Especies aceptadas
A continuación se brinda un listado de las especies del género Chrysactinium aceptadas hasta julio de 2012, ordenadas alfabéticamente. Para cada una se indica el nombre binomial seguido del autor, abreviado según las convenciones y usos.
- Chrysactinium acaule (Kunth) Wedd.
- Chrysactinium amphothrix (S.F.Blake) H.Rob. & Brettell
- Chrysactinium breviscapum Sagást. & M.O.Dillon
- Chrysactinium caulescens (Hieron.) H.Rob. & Brettell
- Chrysactinium hieracioides (Kunth) H.Rob. & Brettell
- Chrysactinium rosulatum (Hieron.) H.Rob. & Brettell
- Chrysactinium wurdackii Zerm. & V.A.Funk